# Cratere Hilkka
Hilkka  è un cratere sulla superficie di Venere.